# Мокреш (Шуменська область)
Мо́креш (болг. Мокреш) — село в Шуменській області Болгарії. Входить до складу общини Великий Преслав.

## Населення
За даними перепису населення 2011 року у селі проживали 315 осіб.
Національний склад населення села:
| Національність   | Кількість осіб | Відсоток |
| ---------------- | -------------- | -------- |
| турки            | 308            | 97,8%    |
| болгари          | 5              | 1,6%     |
| цигани           | 0              | 0%       |
| Всього відповіли | 315            |          |

Розподіл населення за віком у 2011 році:
Динаміка населення: